# ペンギンバンク海山

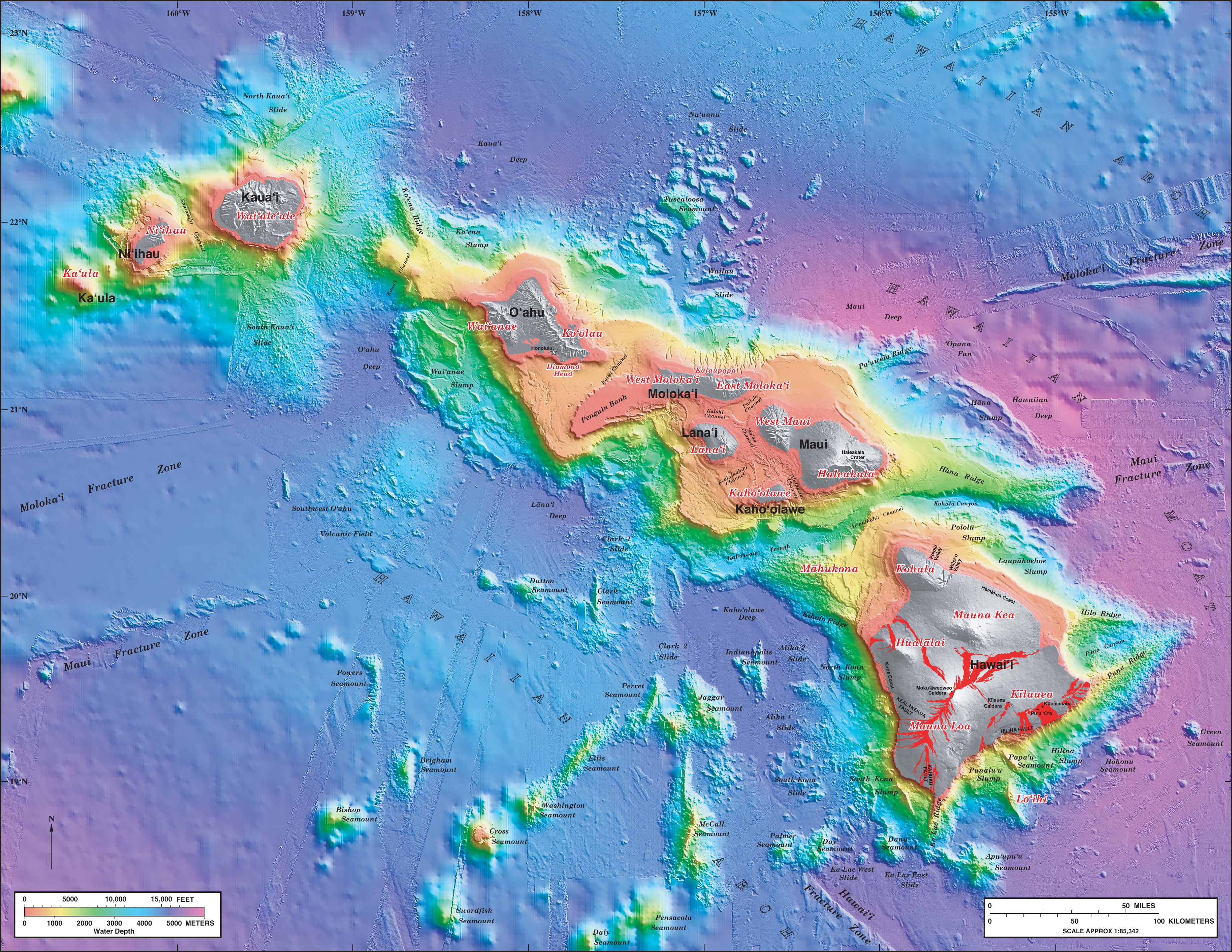
ハワイ諸島の水深測量画像。この火山の位置はモロカイ島のすぐ西の明るい赤色の部分。

ペンギンバンク海山（Penguin Bank）は、現在水没したハワイ諸島の盾状火山につけられた名前である。右の等深線画像においてモロカイ島のすぐ西にある比較的浅瀬になっている部分である。ペンギンバンク海山は西モロカイ、東モロカイ、ラナイ、西マウイ、東マウイおよびカホオラウェとともにマウイ・ヌイを構成していた7火山の一つである。この火山はハワイ-天皇海山列の火山の一つである。最後の噴火は不明である。
2009年にはペンギンバンク海山に建設予定であった風力発電所の計画は中止となった。

## 境界領域
ペンギンバンク海山は約20マイル (32 km)の長さと10マイル (16 km)の幅があり深度は200フィート (61 m)程度である。海山の範囲は北西(北緯21度03分 西経157度42分 / 北緯21.050度 西経157.700度)、北東 (北緯21度12分 西経157度24分 / 北緯21.200度 西経157.400度)、南西(北緯20度54分 西経157度36分 / 北緯20.900度 西経157.600度)、南東(北緯21度03分 西経157度21分 / 北緯21.050度 西経157.350度)